# Grand Prix Formule 1 van Brazilië 1982
De Grand Prix Formule 1 van Brazilië 1982 werd gehouden op 21 maart 1982 in Jacarepagua.

## Uitslag
| Positie | Nr | Rijder             | Team           | Ronden | Tijd/Opgave       | Startplaats | Punten |
| ------- | -- | ------------------ | -------------- | ------ | ----------------- | ----------- | ------ |
| 1       | 15 | Alain Prost        | Renault        | 63     | 1:44:33.134       | 1           | 9      |
| 2       | 7  | John Watson        | McLaren-Ford   | 63     | + 2.990           | 12          | 6      |
| 3       | 12 | Nigel Mansell      | Lotus-Ford     | 63     | + 36.859          | 14          | 4      |
| 4       | 3  | Michele Alboreto   | Tyrrell-Ford   | 56     | + 50.761          | 13          | 3      |
| 5       | 9  | Manfred Winkelhock | ATS-Ford       | 62     | + 1 Ronde         | 15          | 2      |
| 6       | 28 | Didier Pironi      | Ferrari        | 62     | + 1 Ronde         | 8           | 1      |
| 7       | 4  | Slim Borgudd       | Tyrrell-Ford   | 61     | + 2 Rondes        | 21          |        |
| 8       | 17 | Jochen Mass        | March-Ford     | 61     | + 2 Rondes        | 22          |        |
| 9       | 31 | Jean-Pierre Jarier | Osella-Ford    | 60     | + 3 Rondes        | 23          |        |
| 10      | 30 | Mauro Baldi        | Arrows-Ford    | 57     | + 6 Rondes        | 19          |        |
| DQ      | 1  | Nelson Piquet      | Brabham-Ford   | 63     | Gediskwalificeerd | 7           |        |
| DQ      | 6  | Keke Rosberg       | Williams-Ford  | 63     | Gediskwalificeerd | 3           |        |
| NF      | 10 | Eliseo Salazar     | ATS-Ford       | 38     | Motor             | 18          |        |
| NF      | 20 | Chico Serra        | Fittpaldi-Ford | 36     | Ophanging         | 25          |        |
| NF      | 2  | Riccardo Patrese   | Brabham-Ford   | 34     | Fysiek            | 9           |        |
| NF      | 27 | Gilles Villeneuve  | Ferrari        | 29     | Spin              | 2           |        |
| NF      | 8  | Niki Lauda         | McLaren-Ford   | 22     | Botsing           | 5           |        |
| NF      | 16 | René Arnoux        | Renault        | 21     | Botsing           | 4           |        |
| NF      | 5  | Carlos Reutemann   | Williams-Ford  | 21     | Botsing           | 6           |        |
| NF      | 11 | Elio de Angelis    | Lotus-Ford     | 21     | Botsing           | 11          |        |
| NF      | 25 | Eddie Cheever      | Ligier-Matra   | 19     | Waterlek          | 26          |        |
| NF      | 23 | Bruno Giacomelli   | Alfa Romeo     | 16     | Koppeling         | 16          |        |
| NF      | 26 | Jacques Laffite    | Ligier-Matra   | 15     | Chassis           | 24          |        |
| NF      | 22 | Andrea de Cesaris  | Alfa Romeo     | 14     | Chassis           | 10          |        |
| NF      | 33 | Derek Daly         | Theodore-Ford  | 12     | Spin              | 20          |        |
| NF      | 18 | Raul Boesel        | March-Ford     | 11     | Spin              | 17          |        |
| NQ      | 36 | Teo Fabi           | Toleman-Hart   |        |                   |             |        |
| NQ      | 29 | Brian Henton       | Arrows-Ford    |        |                   |             |        |
| NQ      | 35 | Derek Warwick      | Toleman-Hart   |        |                   |             |        |
| NQ      | 14 | Roberto Guerrero   | Ensign-Ford    |        |                   |             |        |
| NQ      | 32 | Riccardo Paletti   | Osella-Ford    |        |                   |             |        |

## Wetenswaardigheden
- Nelson Piquet had de race gewonnen, met Keke Rosberg als tweede, maar beide wagens werden gediskwalificeerd omdat ze te licht waren. Hierdoor boycotten de FOCA teams de Grand Prix van San Marino.
- Alain Prost won zes keer in Brazilië: 1982, 1984, 1985, 1987, 1988 en 1990.
- Veel coureurs raakten uitgeput door het intense warme weer, met name Brabham-coureurs Nelson Piquet en Riccardo Patrese. Patrese moest zich terugtrekken uit de race vanwege totale uitputting. Piquet, die eerste in de race werd kon vervolgens nauwelijks naar het podium ceremonie lopen, tijdens de ceremonie viel hij flauw als gevolg van uitputting.

## Statistieken
| Pole-position | Alain Prost | Renault | 1:28.808 |
| Snelste ronde | Alain Prost | Renault | 1:37.016 |

## Noot
- Dit was de tweehonderdste Grand Prix-start voor een Duitse coureur en voor een Argentijnse coureur.
- Vijfde Grand Prix-winst voor Alain Prost.

1972 · 1973 · 1974 · 1975 · 1976 · 1977 · 1978 · 1979 · 1980 · 1981 · 1982 · 1983 · 1984 · 1985 · 1986 · 1987 · 1988 · 1989 · 1990 · 1991 · 1992 · 1993 · 1994 · 1995 · 1996 · 1997 · 1998 · 1999 · 2000 · 2001 · 2002 · 2003 · 2004 · 2005 · 2006 · 2007 · 2008 · 2009 · 2010 · 2011 · 2012 · 2013 · 2014 · 2015 · 2016 · 2017 · 2018 · 2019